# جون سيليستاند
جون سيليستاند (بالإنجليزية: John Celestand) مواليد 6 مارس 1977 في هيوستن، هو لاعب كرة سلة أمريكي سابق. بدأ مسيرته الاحترافية في سنة 1999. تم اختياره من قبل فريق لوس أنجلوس ليكرز خلال الدرافت. يبلغ طوله 6 قدم 4 بوصة (1.9 م). اعتزل اللعب في 2005.

## المسيرة الاحترافية
لعب مع لوس أنجلوس ليكرز في موسم 1999–2000، ثم لعب مع فورتيتودو بولونيا في الدوري الإيطالي في سنة 2001، ثم لعب مع أسفيل باسكت في الدوري الفرنسي في موسم 2001–2002، ثم لعب مع ألبا برلين في الدوري الألماني في موسم 2002–2003.

## روابط خارجية
- جون سيليستاند على موقع الدوري الأوروبي لكرة السلة (الإنجليزية)
- جون سيليستاند على موقع إن بي أي (الإنجليزية)
- جون سيليستاند على موقع سبورتس رفرنس (الإنجليزية)
- جون سيليستاند على موقع كرة السلة الأوروبية.كوم (الإنجليزية)
- جون سيليستاند على موقع كلية كرة السلة في سبورتس رفرنس.كوم (الإنجليزية)
- جون سيليستاند على موقع ريلجم (الإنجليزية)
- جون سيليستاند على موقع بروبوليرز (الإنجليزية)
- جون سيليستاند على موقع سبورتس رفرنس (الإنجليزية)